# IC 1690
IC 1690 је лентикуларна галаксија у сазвјежђу Рибе која се налази на листи објеката дубоког неба у Индекс каталогу.
Деклинација објекта је + 33° 9' 25" а ректасцензија 1h 23m 49,5s. Привидна величина (магнитуда) објекта IC 1690 износи 14,4 а фотографска магнитуда 15,4. IC 1690 је још познат и под ознакама CGCG 502-71, NPM1G +32.0061, PGC 5110.